# Victor Perez (Boxer, 1911)

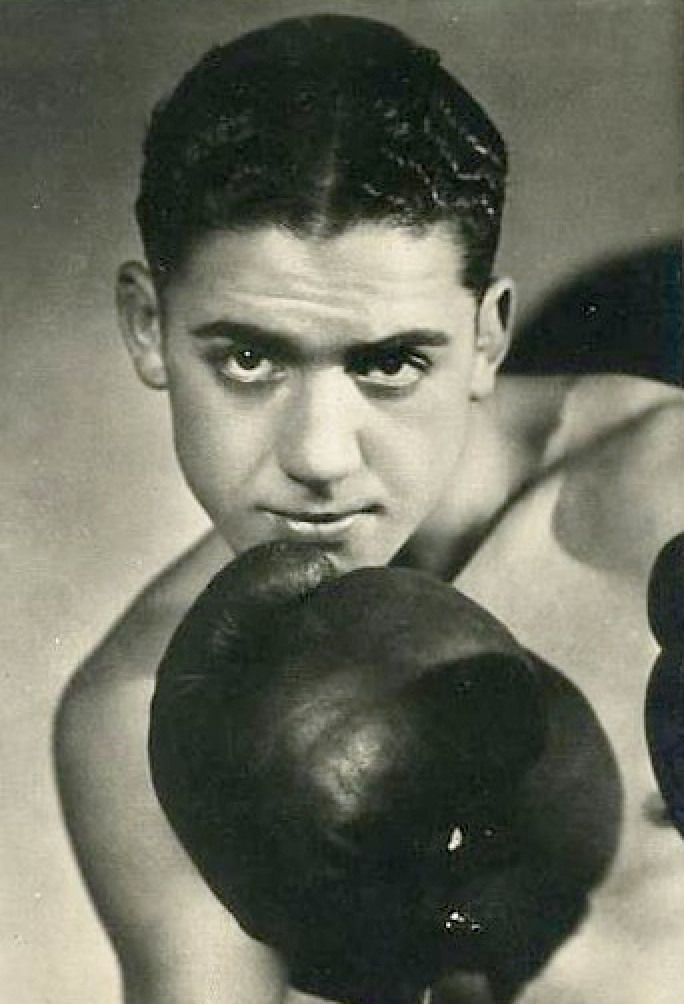
Victor Perez

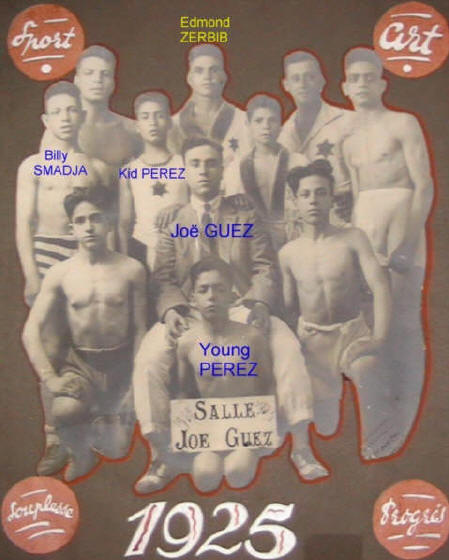
Mitglieder des Boxstalls Joe Guez. Im Vordergrund Victor Peréz

Victor Perez, auch Young Perez, Geburtsname Victor Younki (* 18. Oktober 1911 in Tunis; † 21. Januar 1945), war ein tunesischer jüdischer Boxer. Er war Fliegengewichtsweltmeister 1931/1932.

## Leben
Victor Perez wuchs in dem jüdischen Viertel von Tunis Dar-El Berdgana gemeinsam mit vier Geschwistern auf. Sein älterer Bruder Benjamin Perez war ebenfalls Boxer. Beide kämpften für den Sportverein Makkabi.
Perez zog 1927 nach Paris, weil er dort bessere Trainingsmöglichkeiten fand. Im Juni 1931 gewann er in Paris als erster Boxer aus Nordafrika die Meisterschaften und im selben Jahr auch die Weltmeisterschaft, bei der er Frankie Genaro in der 2. Runde k. o. schlug. Ein Jahr später verlor er den Titel wieder in einem Kampf gegen den Engländer Jackie Brown. Danach sattelte er um auf die Gewichtsklasse Bantamgewicht, in der er aber 1934 den Weltmeisterschaftskampf gegen den Panamesen Panama Al Brown verlor. Bis 1938 setzte er seine Karriere als Profiboxer fort.
Am 10. Oktober 1943 wurde er aus dem Sammellager Drancy ins KZ Auschwitz III Monowitz deportiert. Laut Financial Times soll er in Auschwitz 140 Boxkämpfe vor Angehörigen der SS-Wachmannschaften bestritten haben und dabei ungeschlagen geblieben sein. Auf dem Todesmarsch nach der Auflösung des Konzentrationslagers wurde er erschossen.

## Ehrungen
- 1986 wurde er in der International Jewish Sports Hall of Fame eingetragen.
- Das Institut National des Sports in Paris benannte seine Boxhalle nach ihm.

## Verfilmung
Das Leben von Perez wurde 2013 von Jacques Ouaniche mit Brahim Asloum in der Hauptrolle unter dem Titel Victor "Young" Perez (dt. Der Boxer von Auschwitz, 2015) verfilmt.